# Sveriges Facköversättarförening
Sveriges Facköversättarförening (SFÖ) (Schwedischer Verband der Fachübersetzerinnen und Fachübersetzer) ist Schwedens größte Berufsorganisation für Fachübersetzer.

## Geschichte
Der SFÖ wurde im Jahr 1990 gegründet. Er hat (Stand: 2019) rund tausend Mitglieder. Zu den Aufgaben des Verbandes zählen unter anderem der Erfahrungs- und Wissensaustausch unter Fachübersetzern, das Vertreten der gemeinsamen wirtschaftlichen und rechtlichen Interessen und die Information zur Entwicklung im Bereich des professionellen Übersetzens. Der SFÖ arbeitet auch aktiv dafür, die berufliche Rolle von Übersetzern in der Gesellschaft stärker hervorzuheben. Er wirkt daran mit, Übersetzer einerseits und Auftraggeber andererseits zu vernetzen; dazu betreibt der Verband zum Beispiel eine durchsuchbare Datenbank, in der sich Übersetzer nach Sprachkombination und/oder Fachbereich suchen lassen.
Ein großer Teil der Arbeit des Vereines erfolgt durch Arbeitsgruppen, zum Beispiel das Ehrengericht, die Mentorengruppe, die Weiterbildungsgruppe und verschiedene Sprachgruppen. Vorsitzende des Verbandes ist seit Januar 2018 die Übersetzerin Elin Nauri Skymbäck.
Der SFÖ führt regelmäßig Kurse und Webinare sowie lokale Konferenzen durch. Jährlich findet in Verbindung mit der Hauptversammlung des Vereines an wechselnden schwedischen Orten eine große Fachkonferenz statt. Der Verein publiziert viermal jährlich die Zeitschrift „Facköversättaren“.
Seit 2016 ist der SFÖ Mitorganisator der zweijährlichen Konferenz Scandinavian Language Associations’ Meeting (SLAM!); daran sind außerdem beteiligt die skandinavischen Schwesterorganisationen Föreningen Auktoriserade Translatorer (FAT), Norsk fagoversetterforening (NORFAG), Finlands översättar- och tolkförbund (FÖTF), Statsautoriserte translatørers forening (SF) samt Rättstolkarna.